# Window Maker
Window Maker – menedżer okien (ang. window manager) działający w środowisku X Window. Jest częścią projektu GNUstep, którego celem jest stworzenie otwartej implementacji specyfikacji OpenStep emulującej środowisko graficzne systemu operacyjnego NeXTStep.
Natomiast OpenStep jest obiektowo zorientowaną strukturą do budowania zaawansowanych graficznie i dostępnych na różne platformy aplikacji. 
Autorami Window Makera są: Alfredo Kojima, Dan Pascu i inni.

## Zalety
- niewielkie zapotrzebowanie na pamięć operacyjną
- prostota obsługi
- estetyczny wygląd
- możliwość przyporządkowywania aplikacjom parametrów okien
- prosta konfiguracja

## Wady
- niestandardowy sposób obsługi (á la NeXTStep)